# Vestalis gracilis
Vestalis gracilis е вид водно конче от семейство Calopterygidae. Видът не е застрашен от изчезване.

## Разпространение и местообитание
Разпространен е във Виетнам, Индия (Андамански острови, Аруначал Прадеш, Бихар, Западна Бенгалия, Карнатака, Керала, Манипур, Мегхалая, Никобарски острови и Трипура), Камбоджа, Лаос, Малайзия (Западна Малайзия), Мианмар, Непал и Тайланд.
Обитава гористи местности и хълмове.